# جووانی روزاتی
جووانی روزاتی (انگلیسی: Giovanni Rosati؛ زادهٔ ۲۴ ژوئن ۱۹۵۲) بازیکن فوتبال اهل ایتالیا است.
از باشگاه‌هایی که در آن بازی کرده‌است می‌توان به باشگاه فوتبال آ.اس. رم اشاره کرد.